# Jacob Murphy
Jacob Kai Murphy (* 24. února 1995 Londýn) je anglický profesionální fotbalista, který hraje na pozici křídelníka za anglický klub Newcastle United FC. Je bývalým anglickým mládežnickým reprezentantem
Murphy je odchovancem Norwiche City, v jehož dresu debutoval v lednu 2014. Mezi lety 2014 a 2016 putoval po hostováních v nižších anglických soutěžích. V roce 2017 přestoupil do Newcastlu United, odkud hostoval ve West Bromu a v Sheffieldu Wednesday.

## Klubová kariéra

### Norwich City
Murphy se narodil v Londýně. Spolu se svým bratrem, dvojčetem Joshem, se v roce 2006 připojil k akademii Norwiche City. Svoji první profesionální smlouvu s klubem podepsal 4. ledna 2013 a v prosinci stejného roku podepsal novou smlouvu do roku 2016. Murphy v klubu debutoval 4. ledna 2014 v zápase FA Cupu proti Fulhamu.

#### Hostování
Dne 7. února 2014 odešel na měsíční hostování do Swindon Townu. 27. března odešel Murphy hostovat do Southendu United do konce sezóny 2013/14. Svůj první profesionální gól vstřelil 18. dubna, když pomohl Southendu k výhře 3:1 nad Rochdale.
Dne 3. listopadu 2014 odešel na půlroční hostování do druholigového Blackpoolu. O dva dny později skóroval při svém debutu při remíze 2:2 proti Fulhamu. Jeho hostování v Blackpoolu bylo 31. prosince předčasně ukončeno. 8. ledna 2015 se Murphy připojil k Scunthorpe United na měsíční hostování.
V březnu 2015 se Murphy přesunul do třetiligového Colchesteru United na hostování do konce sezóny.
Dne 14. srpna 2015 odešel Murphy na roční hostování do Coventry City. V 42 zápasech, které za klub odehrál, vstřelil 10 branek. Jednalo se tedy o jeho nejproduktivnější hostování.

#### Návrat do Norwiche
Murphy vstřelil svůj první gól v dresu Norwiche 6. srpna 2016, a to při výhře 4:1 nad Blackburnem Rovers.

### Newcastle United
Dne 19. července 2017 přestoupil Murphy za 11 milionů euro do Newcastlu United V klubu, a zároveň v Premier League, Murphy debutoval 20. srpna, když nastoupil na posledních 10 minut utkání proti Huddersfieldu. Svůj první gól v novém angažmá vstřelil 20. ledna 2018, a to při prohře 3:1 proti Manchesteru City. V podzimní části sezóny 2018/19 nedostával v Newcastlu dostatek prostoru na hřišti, a tak požádal klub o hostování

#### West Bromwich Albion (hostování)
Dne 31. ledna 2019 odešel Murphy na půlroční hostování do druholigového West Bromwiche Albion. V klubu debutoval o tři dny později, když v 74. minutě domácího zápasu proti Middlesbrough vystřídal Hala Robsona-Kanu.

#### Sheffield Wednesday (hostování)
Dne 8. srpna 2019 se Murphy připojil k Sheffieldu Wednesday na roční hostování do konce sezóny. Murphy vstřelil v 39 ligových zápasech 9 branek a byl druhým nejlepším střelcem klubu za Stevenem Fletcherem.

#### Návrat do Newcastlu
Dne 7. července 2021 podepsal Murphy s klubem novou smlouvu. V sezóně 2021/22 se stal pravidelným členem základní sestavy, když dostával přednost od nového trenéra Eddieho Howea před Miguelem Almirónem na pravé straně záložní řady.

## Statistiky
K 17. březnu 2022
| Klub                        | Sezóna  | Liga           | Liga   | Liga | FA Cup | FA Cup | EFL Cup | EFL Cup | Ostatní | Ostatní | Celkem | Celkem |
| Klub                        | Sezóna  | Liga           | Zápasy | Góly | Zápasy | Góly   | Zápasy  | Góly    | Zápasy  | Góly    | Zápasy | Góly   |
| --------------------------- | ------- | -------------- | ------ | ---- | ------ | ------ | ------- | ------- | ------- | ------- | ------ | ------ |
| Norwich City                | 2013/14 | Premier League | 0      | 0    | 1      | 0      | 0       | 0       | —       | —       | 1      | 0      |
| Norwich City                | 2014/15 | Championship   | 0      | 0    | 1      | 0      | 1       | 0       | —       | —       | 2      | 0      |
| Norwich City                | 2015/16 | Premier League | 0      | 0    | 0      | 0      | 0       | 0       | —       | —       | 0      | 0      |
| Norwich City                | 2016/17 | Championship   | 37     | 8    | 2      | 0      | 1       | 1       | —       | —       | 40     | 9      |
| Norwich City                | Celkem  | Celkem         | 37     | 8    | 4      | 0      | 2       | 1       | —       | —       | 43     | 9      |
| Swindon Town (host.)        | 2013/14 | League One     | 6      | 0    | 0      | 0      | 0       | 0       | 1       | 0       | 7      | 0      |
| Southend United (host.)     | 2013/14 | League Two     | 8      | 1    | 0      | 0      | 0       | 0       | —       | —       | 8      | 1      |
| Blackpool (host.)           | 2014/15 | Championship   | 9      | 2    | 0      | 0      | 0       | 0       | —       | —       | 9      | 2      |
| Scunthorpe United (host.)   | 2014/15 | League One     | 3      | 0    | 0      | 0      | 0       | 0       | —       | —       | 3      | 0      |
| Colchester United (host.)   | 2014/15 | League One     | 11     | 4    | 0      | 0      | 0       | 0       | —       | —       | 11     | 4      |
| Coventry City (host.)       | 2015/16 | League One     | 40     | 9    | 1      | 1      | 0       | 0       | 1       | 0       | 42     | 10     |
| Newcastle United            | 2017/18 | Premier League | 25     | 1    | 2      | 0      | 1       | 0       | —       | —       | 28     | 1      |
| Newcastle United            | 2018/19 | Premier League | 9      | 0    | 3      | 0      | 1       | 0       | —       | —       | 13     | 0      |
| Newcastle United            | 2020/21 | Premier League | 26     | 2    | 1      | 0      | 4       | 1       | —       | —       | 31     | 3      |
| Newcastle United            | 2021/22 | Premier League | 24     | 1    | 1      | 0      | 0       | 0       | —       | —       | 25     | 1      |
| Newcastle United            | Celkem  | Celkem         | 84     | 4    | 7      | 0      | 6       | 1       | —       | —       | 97     | 5      |
| West Brom (host.)           | 2018/19 | Championship   | 15     | 2    | —      | —      | —       | —       | —       | —       | 15     | 2      |
| Sheffield Wednesday (host.) | 2019/20 | Championship   | 39     | 9    | 3      | 0      | 2       | 0       | —       | —       | 44     | 9      |
| Celkem                      | Celkem  | Celkem         | 247    | 39   | 15     | 1      | 10      | 2       | 2       | 0       | 279    | 42     |